# Lista planetelor minore: 109001–110000
| Nume                                                | Denumire provizorie                                 | Data descoperirii                                   | Locul descoperirii                                  | Descoperitor(i)                                     |                                                     |                                                     |                                                     |                                                     |                                                     |                                                     |                                                     |                                                     |                                                     |                                                     |                                                     |                                                     |                                                     |                                                     |                                                     |                                                     |                                                     |                                                     |                                                     |                                                     |                                                     |                                                     |                                                     |                                                     |                                                     |                                                     |                                                     |                                                     |                                                     |                                                     |                                                     |                                                     |                                                     |                                                     |                                                     |                                                     |                                                     |                                                     |                                                     |                                                     |                                                     |                                                     |                                                     |                                                     |                                                     |
| 109001–109100 Lista planetelor minore/109001–109100 | 109001–109100 Lista planetelor minore/109001–109100 | 109001–109100 Lista planetelor minore/109001–109100 | 109001–109100 Lista planetelor minore/109001–109100 | 109001–109100 Lista planetelor minore/109001–109100 | 109101–109200 Lista planetelor minore/109101–109200 | 109101–109200 Lista planetelor minore/109101–109200 | 109101–109200 Lista planetelor minore/109101–109200 | 109101–109200 Lista planetelor minore/109101–109200 | 109101–109200 Lista planetelor minore/109101–109200 | 109201–109300 Lista planetelor minore/109201–109300 | 109201–109300 Lista planetelor minore/109201–109300 | 109201–109300 Lista planetelor minore/109201–109300 | 109201–109300 Lista planetelor minore/109201–109300 | 109201–109300 Lista planetelor minore/109201–109300 | 109301–109400 Lista planetelor minore/109301–109400 | 109301–109400 Lista planetelor minore/109301–109400 | 109301–109400 Lista planetelor minore/109301–109400 | 109301–109400 Lista planetelor minore/109301–109400 | 109301–109400 Lista planetelor minore/109301–109400 | 109401–109500 Lista planetelor minore/109401–109500 | 109401–109500 Lista planetelor minore/109401–109500 | 109401–109500 Lista planetelor minore/109401–109500 | 109401–109500 Lista planetelor minore/109401–109500 | 109401–109500 Lista planetelor minore/109401–109500 | 109501–109600 Lista planetelor minore/109501–109600 | 109501–109600 Lista planetelor minore/109501–109600 | 109501–109600 Lista planetelor minore/109501–109600 | 109501–109600 Lista planetelor minore/109501–109600 | 109501–109600 Lista planetelor minore/109501–109600 | 109601–109700 Lista planetelor minore/109601–109700 | 109601–109700 Lista planetelor minore/109601–109700 | 109601–109700 Lista planetelor minore/109601–109700 | 109601–109700 Lista planetelor minore/109601–109700 | 109601–109700 Lista planetelor minore/109601–109700 | 109701–109800 Lista planetelor minore/109701–109800 | 109701–109800 Lista planetelor minore/109701–109800 | 109701–109800 Lista planetelor minore/109701–109800 | 109701–109800 Lista planetelor minore/109701–109800 | 109701–109800 Lista planetelor minore/109701–109800 | 109801–109900 Lista planetelor minore/109801–109900 | 109801–109900 Lista planetelor minore/109801–109900 | 109801–109900 Lista planetelor minore/109801–109900 | 109801–109900 Lista planetelor minore/109801–109900 | 109801–109900 Lista planetelor minore/109801–109900 | 109901–110000 Lista planetelor minore/109901–110000 | 109901–110000 Lista planetelor minore/109901–110000 | 109901–110000 Lista planetelor minore/109901–110000 | 109901–110000 Lista planetelor minore/109901–110000 | 109901–110000 Lista planetelor minore/109901–110000 |
| --------------------------------------------------- | --------------------------------------------------- | --------------------------------------------------- | --------------------------------------------------- | --------------------------------------------------- | --------------------------------------------------- | --------------------------------------------------- | --------------------------------------------------- | --------------------------------------------------- | --------------------------------------------------- | --------------------------------------------------- | --------------------------------------------------- | --------------------------------------------------- | --------------------------------------------------- | --------------------------------------------------- | --------------------------------------------------- | --------------------------------------------------- | --------------------------------------------------- | --------------------------------------------------- | --------------------------------------------------- | --------------------------------------------------- | --------------------------------------------------- | --------------------------------------------------- | --------------------------------------------------- | --------------------------------------------------- | --------------------------------------------------- | --------------------------------------------------- | --------------------------------------------------- | --------------------------------------------------- | --------------------------------------------------- | --------------------------------------------------- | --------------------------------------------------- | --------------------------------------------------- | --------------------------------------------------- | --------------------------------------------------- | --------------------------------------------------- | --------------------------------------------------- | --------------------------------------------------- | --------------------------------------------------- | --------------------------------------------------- | --------------------------------------------------- | --------------------------------------------------- | --------------------------------------------------- | --------------------------------------------------- | --------------------------------------------------- | --------------------------------------------------- | --------------------------------------------------- | --------------------------------------------------- | --------------------------------------------------- | --------------------------------------------------- |

| Predecesor: 108001–109000 | Lista planetelor minore 109001–110000 Semnificații ale numelor: 109001–110000 | Succesor: 110001–111000 |